# 無畏巡航導彈
“無畏”巡航導彈（英語：Nirbhay）是印度國防研究及發展組織设计和研发的一种远程全天候亚音速巡航导弹。该导弹可以从多种平台发射，并能够携带常规弹头与核弹头。该巡航导弹从2013年起进行过多次试射。目前已知在中印边境实际控制线附近有少量部署，用于针对和中国之间边界纠纷。

## 设计

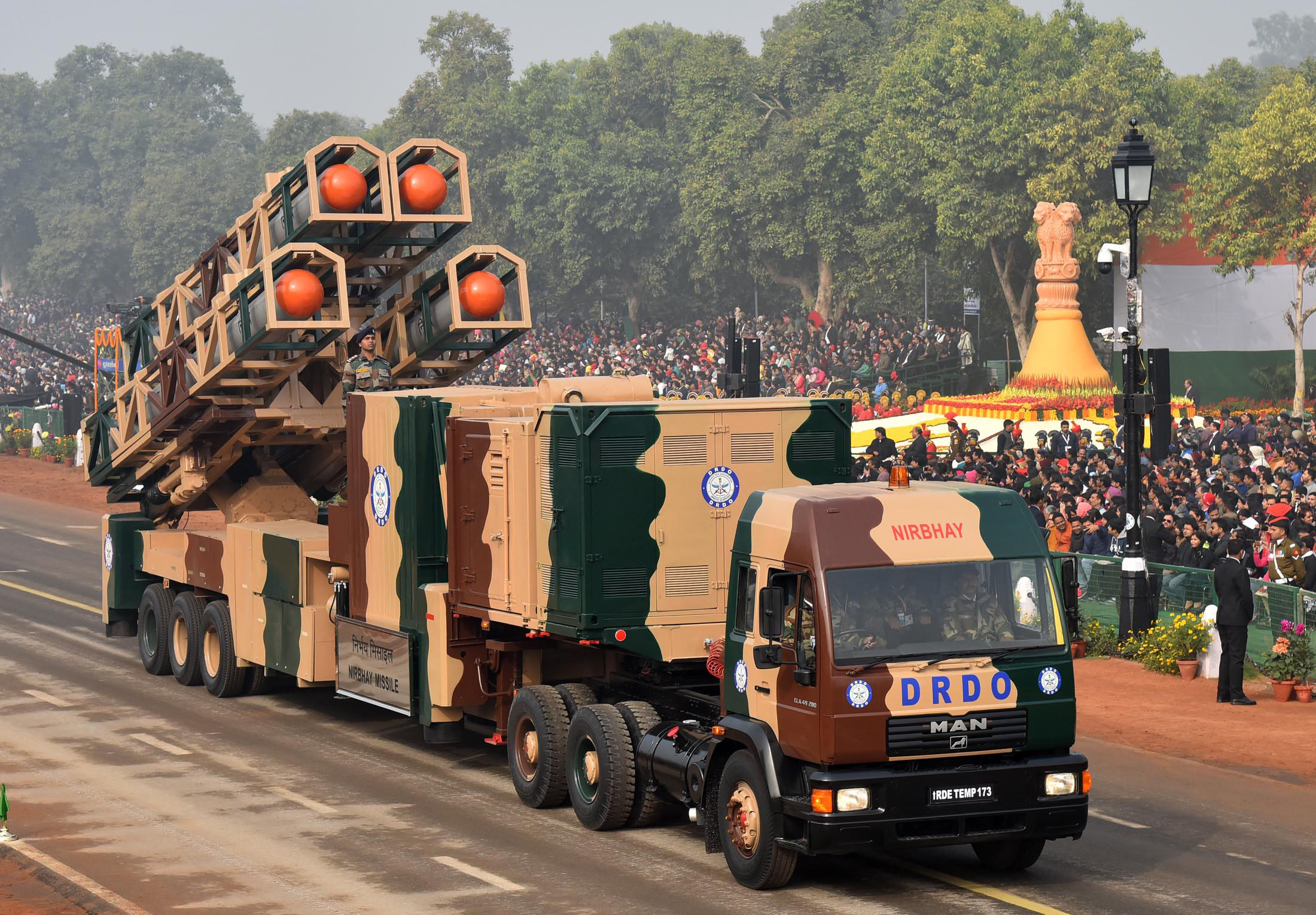
由地面车辆作为载台的无畏巡航导弹，摄于2018年

“無畏”巡航導彈由先进系统实验室（ASL）开发的固体火箭助推器提供动力。在达到所需的速度和高度后，导弹的涡轮风扇发动机接替进行后续推进。该型导弹由Research Center Imarat（RCI）开发的惯性导航系统和一个无线电高度表引导。它配有基于环式激光陀螺仪（RLG）的制导、控制和导航系统，并还具有基于惯性导航系统（附带GPS系统）的微机电系统。该导弹长6米，宽0.52米，翼展2.7米，重约1500公斤。其射程约为1000公里，可根据任务要求发射重量在200-300公斤之间的24种不同类型的弹头。
该型导弹声称具有巡飞（loitering）能力，即可以绕过目标执行几次机动后再重新瞄准目标。它也可以在多个目标中挑选一个目标进行攻击。它配有两个侧翼，能够在距地面100米到4公里的不同高度飞行，也可在低海拔（如树梢高度）飞行以避免敌方雷达的探测。该导弹最终将供印度武装部队作为Brahmos的继任者，提供超过布拉莫斯导弹450公里的射程。

## 试射记录
无畏级导弹最早计划于2012年底试射，由于发射架的改动，首次试射被推迟到2013年。
| 日期 (IST)                        | 导弹次型号 | 发射地点                            | 时常         | 结果                 | 照片 |
| 日期 (IST)                        | 操作方 | 发射地点                            | 时常         | 结果                 | 照片 |
| 日期 (IST)                        | 操作方 | 发射地点                            | 射程         | 测试目的             | 照片 |
| 日期 (IST)                        | 细节 | 细节                                | 细节         | 细节                 | 照片 |
| --------------------------------- | --- | ----------------------------------- | ------------ | -------------------- | ---- |
| 2013年3月12日                     | Nirbhay | 奥迪沙邦巴拉索尔综合测试靶场        | 15分钟       | 部分成功             |      |
| 2013年3月12日                     | DRDO | 奥迪沙邦巴拉索尔综合测试靶场        | 1500公里     | 第一次试射           |      |
| 2013年3月12日                     | 计划命中1500公里外位于孟加拉湾的目标导弹成功发射，启动第二级进入巡航状态。以0.7马赫的速度飞行约15分钟后开始偏离预定轨迹，为防止坠毁在人员密集区，被人为引爆。                                |                                     |              |                      |      |
| 2014年10月17日                    | Nirbhay | 奥迪沙邦巴拉索尔综合测试靶场        | 1小时10分钟  | 成功                 |      |
| 2014年10月17日                    | DRDO | 奥迪沙邦巴拉索尔综合测试靶场        | 超过1500公里 | 第二次试射           |      |
| 2014年10月17日                    | 第一次成功试射，原定于2014年上半年，因气旋赫德赫德被推迟。地面的雷达站追踪了导弹全程的发射状态，印度空军起飞了一架美洲豹攻击机，全程拍摄了导弹的飞行过程。                                   |                                     |              |                      |      |
| 2015年10月16日 上午11:38          | Nirbhay | 奥迪沙邦巴拉索尔综合测试靶场        | 11分钟       | 失败                 |      |
| 2015年10月16日 上午11:38          | DRDO | 奥迪沙邦巴拉索尔综合测试靶场        | 128公里      | 第三次试射           |      |
| 2015年10月16日 上午11:38          | 本次试射原计划让导弹的飞行高度从4800米逐步降低到20米，以测试低空飞行的能力，并由一架Su-30MKI战斗机伴飞拍摄。 导弹点火后正常起飞。但不久后失去控制，11分钟后坠于孟加拉湾，飞行距离仅128公里。 |                                     |              |                      |      |
| 2016年10月16日 11:56 AM           | Nirbhay | 奥迪沙邦巴拉索尔综合测试靶场        | 未知         | 失败                 |      |
| 2016年10月16日 11:56 AM           | | 奥迪沙邦巴拉索尔综合测试靶场        | N/A          | 第四次试射           |      |
| 2016年10月16日 11:56 AM           | 试射失败，但印度官方没有公布具体信息。已知导弹成功点火，但两分钟后就出现危险的侧向偏移，被人为引爆。具体原因未公布，但应该是某一重要的部件出现故障。                                         |                                     |              |                      |      |
| 2017年11月7日 11:20 AM            | Nirbhay | 奥迪沙邦巴拉索尔综合测试靶场3号场地 | 50分钟       | 成功                 |      |
| 2017年11月7日 11:20 AM            | DRDO | 奥迪沙邦巴拉索尔综合测试靶场3号场地 | 647km        | 第五次试射           |      |
| 2017年11月7日 11:20 AM            | 导弹在地面雷达的追踪下飞行50分钟，飞行距离约647公里。此次试射使用了涡喷发动机。 |                                     |              |                      |      |
| 2019年4月15日                     | Nirbhay | 奥迪沙邦巴拉索尔综合测试靶场        | 未知         | 成功                 |      |
| 2019年4月15日                     | DRDO | 奥迪沙邦巴拉索尔综合测试靶场        | 650公里      | 第六次试飞           |      |
| 2019年4月15日                     | 导弹在5米至2.5公里之间的不同高度测试飞行状态，DRDO宣布达成各项目标。这次试射还测试了低空飞行和掠海能力，同时也宣告了基本型无畏巡航导弹的试射任务完成。                                       |                                     |              |                      |      |
| Nirbhay项目结束; 开始ITCM次型测试 | |                                     |              |                      |      |
| 2020年10月12日                    | ITCM | 奥迪沙邦巴拉索尔综合测试靶场        | 8分钟        | 失败                 |      |
| 2020年10月12日                    | DRDO | 奥迪沙邦巴拉索尔综合测试靶场        | 未知         | 第一次ITCM次型试射   |      |
| 2020年10月12日                    | 首次搭载印度GTRE自研的MANIK涡扇发动机，发射8分钟后宣告失败。导弹便宜预定轨迹，被人为引爆。                                                                                                   |                                     |              |                      |      |
| 2021年6月24日                     | ITCM | 奥迪沙邦巴拉索尔综合测试靶场3号场地 | 未知         | 成功                 |      |
| 2021年6月24日                     | DRDO | 奥迪沙邦巴拉索尔综合测试靶场3号场地 | 1500公里     | 第二次ITCM次型试射   |      |
| 2021年6月24日                     | 印度自研MANIK涡扇发动机首次成功测试。 |                                     |              |                      |      |
| 2021年8月11日                     | ITCM | 奥迪沙邦巴拉索尔综合测试靶场3号场地 | 未知         | 失败                 |      |
| 2021年8月11日                     | DRDO | 奥迪沙邦巴拉索尔综合测试靶场3号场地 | 1500公里     | 第三次ITCM次型试射   |      |
| 2021年8月11日                     | 根据DRDO的说法，MANIK发动机工作正常，但由于控制单元故障，未能达到预定射程。 |                                     |              |                      |      |
| 2022年10月28日                    | ITCM | 奥迪沙邦巴拉索尔综合测试靶场3号场地 | 未知         | 失败                 |      |
| 2022年10月28日                    | DRDO | 奥迪沙邦巴拉索尔综合测试靶场3号场地 | 未知         | 第四次ITCM次型试射   |      |
| 2022年10月28日                    | 推进段分离后出现故障，试射失败。这次试射的导弹搭载了升级版射频导引头。 |                                     |              |                      |      |
| 2023年2月21日                     | ITCM | 奥迪沙邦巴拉索尔综合测试靶场        | 未知         | 成功                 |      |
| 2023年2月21日                     | DRDO | 奥迪沙邦巴拉索尔综合测试靶场        | 未知         | 第五次ITCM次型试射   |      |
| 2023年2月21日                     | ITCM次型试射试射成功。该型号搭载了自研的MANIK发动机和升级版射频导引头。 |                                     |              |                      |      |
| 开始SLCM次型测试                  | |                                     |              |                      |      |
| 2023年2月?日                      | SLCM | 奥迪沙邦巴拉索尔综合测试靶场        | 未知         | 成功                 |      |
| 2023年2月?日                      | DRDO | 奥迪沙邦巴拉索尔综合测试靶场        | 402公里      | 第一次SLCM次型试射   |      |
| 2023年2月?日                      | 第一次SLCM次型试射成功，飞行距离402公里。 |                                     |              |                      |      |
| 2024年4月18日                     | ITCM | 奥迪沙邦巴拉索尔综合测试靶场        | 未知         | 成功                 |      |
| 2024年4月18日                     | DRDO | 奥迪沙邦巴拉索尔综合测试靶场        | 未知         | 第六次ITCM次型试射   |      |
| 2024年4月18日                     | 这次试射采用掠海飞行。此次试射的导弹装备了新的航空电子设备和软件。印度空军起飞了一架Su-30MKI战斗机跟踪拍摄了过程。这次试射标志反舰版本的无畏巡航导弹开始研制。                               |                                     |              |                      |      |
| 开始LR-LACM次型测试               | |                                     |              |                      |      |
| 2024年11月12日                    | LR-LACM | 奥迪沙邦巴拉索尔综合测试靶场        | 未知         | 成功                 |      |
| 2024年11月12日                    | DRDO | 奥迪沙邦巴拉索尔综合测试靶场        | 未知         | 第一次LRLACM次型试射 |      |
| 2024年11月12日                    | 首枚LRLACM次型从机动车辆上发射，DRDO宣布导弹沿预定轨迹飞行，在各个高度的飞行性能均达标。 |                                     |              |                      |      |